# Barcelona Búfals 2016
Questa voce raccoglie le informazioni riguardanti i Barcelona Búfals nelle competizioni ufficiali della stagione 2016.

## Maschile

### LNFA Serie B 2016

#### Stagione regolare
Incontri non ordinati cronologicamente.

| 2016 | Barcelona Búfals | 29 – 10 | Coyotes de Santurtzi |  |

| 2016 | Coyotes de Santurtzi | 6 – 23 | Barcelona Búfals |  |

| 2016 | Barcelona Búfals | 14 – 29 | L'Hospitalet Pioners |  |

| 2016 | Barcelona Búfals | 31 – 30 | L'Hospitalet Pioners |  |

| 2016 | L'Hospitalet Pioners | 28 – 7 | Barcelona Búfals |  |

| 2016 | Coyotes de Santurtzi | 8 – 14 | Barcelona Búfals |  |

#### Playoff
| Barcellona 7 maggio 2016 | Barcelona Búfals | 16 – 7 | Granada Lions |  |

| L'Hospitalet de Llobregat 21 maggio 2016 | L'Hospitalet Pioners | 28 – 7 | Barcelona Búfals |  |

### Statistiche di squadra
| Competizione      | %Vittorie | In casa | In casa | In casa | In casa | In casa | In casa | In trasferta | In trasferta | In trasferta | In trasferta | In trasferta | In trasferta | Totale | Totale | Totale | Totale | Totale | Totale |
| Competizione      | %Vittorie | G       | V       | N       | P       | Pf      | Ps      | G            | V            | N            | P            | Pf           | Ps           | G      | V      | N      | P      | Pf     | Ps     |
| ----------------- | --------- | ------- | ------- | ------- | ------- | ------- | ------- | ------------ | ------------ | ------------ | ------------ | ------------ | ------------ | ------ | ------ | ------ | ------ | ------ | ------ |
| Stagione regolare | .667      | 3       | 2       | 0       | 1       | 74      | 69      | 3            | 2            | 0            | 1            | 44           | 42           | 6      | 4      | 0      | 2      | 118    | 111    |
| Playoff           | .500      | 1       | 1       | 0       | 0       | 16      | 7       | 1            | 0            | 0            | 1            | 7            | 28           | 2      | 1      | 0      | 1      | 23     | 35     |
| Totale            | .625      | 4       | 3       | 0       | 1       | 90      | 76      | 4            | 2            | 0            | 2            | 51           | 70           | 8      | 5      | 0      | 3      | 141    | 146    |

## Femminile

### LNFA Femenina 2016

#### Stagione regolare
| 24 gennaio 2016, ore 16:30 | Terrassa Reds | 2 – 8 referto | Barcelona Búfals |  |

| 14 febbraio 2016, ore 11:30 | Badalona Dracs | 0 – 34 referto | Barcelona Búfals |  |

| 6 marzo 2016, ore 15:30 | Barcelona Búfals | 18 – 8 referto | L'Hospitalet Pioners |  |

| 10 aprile 2016, ore 15:30 | Barcelona Búfals | 20 – 12 referto | Barberá Rookies |  |

| 15 maggio 2016, ore 10:30 | Las Rozas Black Demons | 18 – 20 referto | Barcelona Búfals |  |

#### Playoff
| 11 giugno 2016, ore 18:00 | Barcelona Búfals | 12 – 46 referto | Barberá Rookies |  |

### Statistiche di squadra
| Competizione      | %Vittorie | In casa | In casa | In casa | In casa | In casa | In casa | In trasferta | In trasferta | In trasferta | In trasferta | In trasferta | In trasferta | Totale | Totale | Totale | Totale | Totale | Totale |
| Competizione      | %Vittorie | G       | V       | N       | P       | Pf      | Ps      | G            | V            | N            | P            | Pf           | Ps           | G      | V      | N      | P      | Pf     | Ps     |
| ----------------- | --------- | ------- | ------- | ------- | ------- | ------- | ------- | ------------ | ------------ | ------------ | ------------ | ------------ | ------------ | ------ | ------ | ------ | ------ | ------ | ------ |
| Stagione regolare | 1.000     | 2       | 2       | 0       | 0       | 38      | 20      | 3            | 3            | 0            | 0            | 62           | 20           | 5      | 5      | 0      | 0      | 100    | 40     |
| Playoff           | .000      | 1       | 0       | 0       | 1       | 12      | 46      | 0            | 0            | 0            | 0            | 0            | 0            | 1      | 0      | 0      | 1      | 12     | 46     |
| Totale            | .833      | 3       | 2       | 0       | 1       | 50      | 66      | 3            | 3            | 0            | 0            | 62           | 20           | 6      | 5      | 0      | 1      | 112    | 86     |